# Franco e Ciccio
Franco e Ciccio è stato un duo comico italiano formato dagli attori Franco Franchi e Ciccio Ingrassia che ha goduto di particolare notorietà negli anni sessanta e settanta in Italia. Hanno recitato in 112 film, in molti dei quali come protagonisti assoluti, in altri al fianco di attori come Totò, Domenico Modugno, Buster Keaton e Vincent Price.
La loro collaborazione iniziò nel 1954 e si concluse con la morte di Franchi nel 1992. Al cinema la coppia esordì nel 1960 con il film Appuntamento a Ischia, in cui furono lanciati da Modugno che dopo averli visti li volle con sé nel suo film, e rimase attiva fino al 1984 quando girarono il loro ultimo film insieme, Kaos, anche se ci furono delle interruzioni nel 1973 e dal 1975 al 1980.
Nonostante i loro film venissero etichettati come opere minori del cinema italiano dalla critica cinematografica, che non considerava come degni di nota i loro film comici, spesso parodia di film del periodo, venivano premiati da importanti riscontri di pubblico con incassi notevoli; ad esempio I figli del leopardo, parodia del Il Gattopardo. Vi furono comunque eccezioni ai giudizi negativi della critica come quelli di Alberto Moravia e Carmelo Bene.
Recitarono in film realizzati certamente in breve tempo e con pochi mezzi, come quelli girati con il regista Marcello Ciorciolini, arrivando a realizzarne in un anno anche una decina, spesso privi di una vera e propria sceneggiatura e dove spesso improvvisavano sul set; di migliore fattura risultano i tredici film diretti da Lucio Fulci, che fu l'artefice del ribaltamento dei loro ruoli tipici, facendo diventare Ciccio quello serio, la spalla, e Franco quello comico. Lavorarono anche con registi importanti come Comencini, Pasolini, De Sica, Bava e i fratelli Taviani. Considerati da sempre come protagonisti di film trash vennero successivamente rivalutati per la loro comicità e le capacità creative divenendo oggetto di studio. Il grandissimo successo di pubblico è testimoniato dagli incassi che negli anni sessanta rappresentarono il 10% di quelli annuali in Italia.

## Storia

### Gli inizi a teatro
Nelle vicinanze di piazza Venezia a Palermo - ora rinominata "piazzetta Franco Franchi e Ciccio Ingrassia" -, Franchi si esibiva nella "posteggia", ovvero uno spettacolo all'aperto in cui prima attirava l'attenzione della gente con una grancassa, raccogliendo i soldi con un cappello prima di esibirsi. Franchi cercava di inserirsi nell'ambiente teatrale frequentando un locale dove altri artisti si ritrovavano e dove c'era anche Ingrassia, già attore noto ma ancora povero. Anche Ciccio però ammirava Franco, ritenendolo pieno di buone potenzialità.
Nel 1954 la compagnia teatrale di Pasquale Pinto si spostò da Napoli a Palermo. Un attore, Nino Formicola, si ammalò e il capocomico Giuseppe Pellegrino si doveva occupare di sostituirlo: la scelta cadde su Ciccio. Ingrassia, però, era tornato a lavorare come tagliatore-modellista di calzature e inizialmente rifiutò, proponendo di contattare Franco. Pellegrino non era convinto della scelta, in quanto avrebbe dovuto ingaggiare uno sconosciuto che non era neanche un vero attore, e contropropose a Ciccio di ingaggiarli insieme. A questo punto entrambi furono assunti dalla compagnia.
Avrebbero dovuto semplicemente interpretare la canzone Core 'ngrato, ma Franco propose una variante: Ciccio avrebbe cantato mentre lui lo disturbava. Nella preparazione allo spettacolo, Ingrassia lavorò molto su Franchi, che oltre ad avere delle gravi lacune in lingua italiana non aveva neanche le basi della vera e propria recitazione. Debuttarono al Teatro Costa di Castelvetrano e ne venne fuori uno sketch che ebbe un grande successo tra il pubblico. Il numero, che all'inizio durava circa 5 minuti, negli spettacoli successivi raddoppiò la sua durata e fu anche portato al Salone Margherita di Napoli.
I due iniziarono a realizzare dei dialoghi comici. Inizialmente Ciccio era restio ad unirsi a Franco, sia a causa della differenza d'età che li divideva (Ciccio era più vecchio di sei anni), sia per le diverse condizioni artistiche (Ciccio era già capocomico di una compagnia di giro, Franco invece era poco più di un guitto di quartiere). Visto il successo, si decise però a proseguire a lavorare con lui, continuando a fargli da maestro. Dopo i successi in Sicilia, andarono a Napoli, dove recitarono anche per i soldati della NATO e a poco a poco conquistarono una notorietà sempre maggiore.
Nel 1957 furono notati da Giovanni Di Renzo, un capocomico, che li assunse per una tournée in nord Italia; nella compagnia figurava anche il Complesso Calì (di cui faceva parte la futura moglie di Ciccio, Rosaria Calì), tre fratelli e due sorelle cantanti che li avrebbero accompagnati per un paio di anni. Debuttarono a Como e Bergamo con Al Texas Club di Gallucci. Poi Amedeo Sollazzo fornì loro Due in allegria e cinque in armonia, che presentarono inizialmente a Roma. Nel 1959 si trasferirono in Veneto dove Franco, insieme a delle ballerine, rischiò la vita in un teatro di Belluno a causa di un incendio, riuscendo egli stesso a domarlo e mettere tutti in salvo. Quell'anno Franco ottenne il premio Mascotte come rivelazione dell'anno e fu premiato insieme a Ciccio a Roma.
Nel 1960 furono prima a Genova, dove Ciccio si sposò con Rosaria (dalla quale ebbe il figlio Giampiero), e poi in Francia, dove vennero ingaggiati dall'impresario Metz a cui era piaciuta la commedia Due in allegria e cinque in armonia e che era convinto che i due potessero parlare il francese. I comici palermitani recitarono la prima a Nizza, dove si accorsero che le battute in italiano erano assolutamente inutili perché incomprensibili e, non sapendo assolutamente nulla di francese, si basarono sulla mimica riuscendo a far ridere il pubblico. Il titolo di un giornale fotografò perfettamente la situazione Nous avons ri, mais nous n'avons rien compris («Abbiamo riso, ma non abbiamo capito niente»).
In seguito, si esibirono a Cannes senza il complesso Calì. Alle prove gli organizzatori furono molto delusi dalla loro impreparazione e disorganizzazione e riservarono al loro numero solo tre minuti prima dell'inizio dello spettacolo vero e proprio ma riuscendo a conquistare ancora una volta il pubblico. Rientrati in Italia, furono anche sul punto di partire per il Sudamerica per un musical organizzato da Gianni Ravera e Michele Galdieri. Vennero anticipate loro 250.000 lire, ma lo spettacolo non sarebbe stato mai messo in scena. In quel periodo, infatti, a Bivona Franco e Ciccio incontrarono il regista Mario Mattoli, che li avrebbe lanciati nel mondo del cinema.
Fu grazie a Domenico Modugno che venne loro concessa una parte nel film-commedia Appuntamento a Ischia (1960), di cui egli era protagonista.. Il cantante li aveva conosciuti nel 1958, durante uno spettacolo a Reggio Calabria, e li aveva chiamati solo per invitarli a formare con lui una compagnia teatrale, ma sul set furono notati dal regista che li mise alla prova chiedendo loro di recitare un'orazione funebre con l'intento di farlo ridere e, riuscendovi, vennero scritturati per il film, dove interpretarono un ruolo secondario, ma sufficiente a convincere Modugno a offrire loro un contratto di cinque anni; i due restituirono l'anticipo a Ravera, rescindendo il contratto che li legava alla tournée in Sudamerica e abbandonando il teatro per lavorare a tempo pieno nel cinema, tranne due pause nel 1961 e nel 1963. Nel 1961 presero parte, facendosi notare (in particolare con la canzone Tre somari e tre briganti) pur in parti secondarie, alla commedia musicale Rinaldo in campo con Domenico Modugno e Delia Scala, che fu un grande successo.

### Il cinema

Franco e Ciccio in Due mafiosi nel Far West.

Franchi e Ingrassia iniziarono a comparire in una lunga serie di produzioni cinematografiche inizialmente in ruoli di secondo piano. Esordirono come protagonisti in L'onorata società, il cui discreto successo (oltre 300 milioni di incasso) mostrò le potenzialità commerciali della coppia. Al film prese parte anche Vittorio De Sica, che accettò di partecipare a patto di avere la coppia nel suo film Il giudizio universale; nonostante il notevole cast il film si rivelò un flop, tanto che la distribuzione corse ai ripari tentando allora di spacciare il film per una pellicola con Franco e Ciccio protagonisti, pubblicizzandolo con lo slogan "Ciccio e Franco nel giudizio universale, il film più comico dell'anno".
Il vero successo arrivò con I due della legione - diretto da Lucio Fulci agli esordi e che dirigerà poi altri dodici film della coppia -: la Titanus spese per la produzione circa 100 milioni di lire e ne incassò oltre 430. Il successo valse a Franco e Ciccio l'appellativo di "coppia d'oro". Nel 1963 il produttore Edmondo Amati, che aveva a disposizione alcuni filmati di repertorio di spogliarelli realizzati nei night-club parigini e avrebbe voluto renderli più interessanti aggiungendo la presenza comica di Franchi e Ingrassia, propose al regista Giorgio Simonelli di firmare la pellicola, dal titolo provvisorio Due siciliani a Parigi; il regista però convinse il produttore a cambiare il soggetto, riuscendo a ritagliare uno spazio centrale alla loro comicità; da questo cambio di registro nacque una serie che ebbe grande successo sia in Italia che all'estero con film come I due mafiosi, parodia del Mafioso di Lattuada e che incassò quasi un miliardo di lire, seguito da Due mafiosi nel Far West, Due mafiosi contro Goldginger (entrambi sopra il miliardo) e 2 mafiosi contro Al Capone (oltre settecento milioni).

Ciccio Ingrassia e Franco Franchi nel film I due mafiosi

Nel 1963 la coppia sciolse il contratto con Modugno accettando di comparire gratis al suo film d'esordio da regista, Tutto è musica, e iniziò la collaborazione con l'agente Alfredo Adami. Per tutti gli anni sessanta gli incassi si mantennero alti (sui 500-800 milioni di lire a film), spesso con tempi ristretti di produzione (si arrivò anche ad appena tre settimane per Don Franco e don Ciccio nell'anno della contestazione del 1970). Un problema che dovettero affrontare e inizialmente non riuscirono a calcolare fu quello della risposta del pubblico all'umorismo. A teatro le battute possono essere inframmezzate da pause più o meno lunghe, ovviamente secondo la risposta del pubblico in termini di applausi o risate.
Nel cinema, invece, manca una risposta immediata e sta al regista stabilire come e quando mettere delle pause. La condizione di Franco e Ciccio, che erano solitamente mal diretti, impose loro di trovare una soluzione: per questo parteciparono a molte prime in mezzo al pubblico, fino a quando non riuscirono a trovare i tempi giusti. Entrambi comunque preferivano i teatri ai cinema. Se Rinaldo in campo di Garinei e Giovannini (uno dei successi teatrali più importanti del Novecento, detenendo il record di incassi per molti anni) li lanciò sul proscenio nazionale, Franchi e Ingrassia riuscirono a concedersi una pausa dal set cinematografico per apparire in Tommaso d'Amalfi di Eduardo De Filippo, che non ebbe altrettanto successo.

Ciccio e Franco fanno sollevamento pesi in Due mafiosi contro Goldginger (1965).

Ciccio e Franco in Due mafiosi contro Goldginger (1965).

Tra la metà degli anni sessanta e l'inizio dei settanta toccarono il massimo del loro successo. Franco raccontò che una volta girarono tre film nello stesso giorno, e ciò rende chiara la frenesia del loro lavoro. Al cinema si aggiunsero altri impegni: la televisione, con la partecipazione a varietà come I due nel sacco, Cantatutto e Partitissima, la musica, con la pubblicazione di vari singoli 45 giri, i caroselli e la radio; addirittura la coppia fu protagonista di una serie di fumetti, con 16 albi pubblicati tra il 1967 e il 1968.
Al grande successo di pubblico corrispondeva tuttavia il disinteresse, a volte velato di disprezzo, della critica. La coppia continuava a recitare un gran numero di film l'anno, spesso di mediocre fattura, ma occasionalmente fu anche coinvolta in progetti di grande valore artistico, come per l'episodio del film Capriccio all'italiana diretto da Pier Paolo Pasolini Che cosa sono le nuvole?, al fianco di Totò. Degna di nota fu anche l'interpretazione del gatto e della volpe ne Le avventure di Pinocchio di Luigi Comencini, nel 1972.
La coppia ebbe anche modo di lavorare con il regista horror Mario Bava in Le spie vengono dal semifreddo (dove Franchi e Ingrassia se la dovevano vedere con il mad doctor Vincent Price e una giovane Laura Antonelli), e con l'icona del cinema muto Buster Keaton, che incontrarono in Due marines e un generale.

### La separazione
(Come inguaiammo il cinema italiano - La vera storia di Franco e Ciccio)

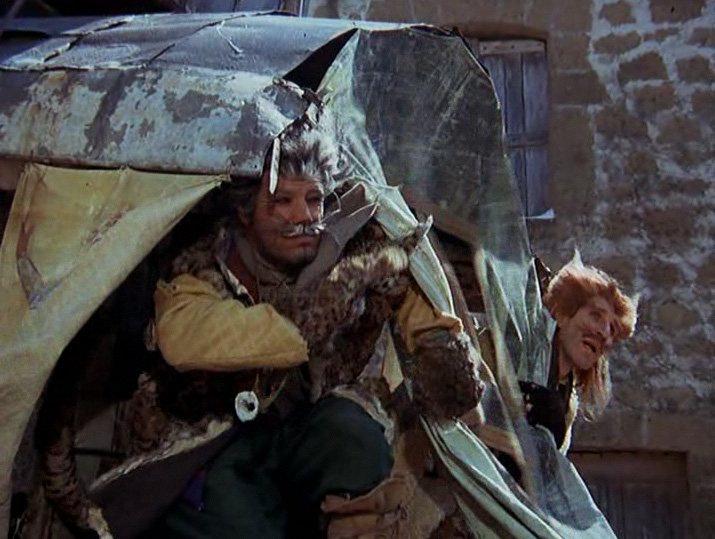
Franco (il gatto) e Ciccio (la volpe) ne Le avventure di Pinocchio.

Nei primi anni settanta, Franchi aveva partecipato al Festival di Napoli come cantante suscitando qualche irritazione nel partner, che ebbe a dichiarare «Franchi s'è messo in testa di fare il cantante. E adesso per la musica trascura il cinema che è il nostro pane quotidiano.» Ingrassia, da parte sua, ruppe il patto non scritto di rifiutare parti soliste per partecipare al film drammatico Violenza: quinto potere, ma la rottura definitiva si ebbe nel 1972, all'indomani della partecipazione alla serie televisiva Le avventure di Pinocchio, quando Ingrassia, ricoverato per una grave forma di ulcera perforata, si vide sostituito da Luigi Pistilli come partner di Franchi nel film Il gatto di Brooklyn aspirante detective (che in origine si sarebbe dovuto intitolare Il gatto di Siracusa e la volpe di Trapani).
Alla base della rottura vi era anche una diversa visione delle loro scelte artistiche, che il più ambizioso Ingrassia avrebbe voluto più ponderate, dando più peso alla qualità che alla quantità. Una breve riconciliazione avvenne nel 1973 quando il Programma Nazionale commissionò una commedia in siciliano, Il cortile degli Aragonesi, che fu rappresentata una sola volta e poi trasmessa in televisione. L'anno dopo girarono due film insieme, Paolo il freddo e Farfallon. Paolo il freddo era il primo film che vedeva Ciccio come regista.

Franco Franchi impersona Paolino Pastorino in Paolo il freddo.

Nei piani di Ingrassia, Lino Banfi avrebbe dovuto essere il protagonista della parodia del romanzo Paolo il caldo: i produttori però vollero Franco e così i due si riavvicinarono. Franco riusciva a esprimere tutto ciò che gli altri registi non gli avevano saputo tirare fuori e la sceneggiatura, firmata da Ciccio, esaltava le qualità del compagno. Ciccio avrebbe voluto fare ancora una volta il regista con Franco nel sequel de L'Esorciccio (L'Esorciccio contro King Kong), ma la proposta fu talmente stravolta che dovette rinunciarvi. Stessa sorte per il progetto di un ennesimo film parodia su Sandokan, inserito poi nel riuscito varietà Due ragazzi incorreggibili del 1976, come naufragò la loro idea di scrivere e dirigere un film in coppia.

Nel 1974 tornarono a lavorare separatamente ma rincontrandosi sul set in due occasioni, la prima in Crema, cioccolata e... paprika del 1981 e Kaos del 1984. Franco continuò sulla scia dei film comici ma tentando anche la via drammatica (Tango blu), Ciccio invece passò con successo a fare l'attore drammatico partecipando a film come Amarcord, Todo modo (che gli fruttò un Nastro d'argento), L'ingorgo, Domani accadrà e Condominio (per cui vinse un David di Donatello).

Franco e Ciccio nel film Don Franco e don Ciccio nell'anno della contestazione.

Nel 1977 sorse un contenzioso con il produttore Edmondo Amati, che aveva realizzato un video (Amici più di prima) formato da un collage di vari film di Franco e Ciccio, senza contattarli. Ciccio, indignato per l'accaduto e abbattuto per varie vicissitudini che lo avevano colpito dall'ultima volta in cui aveva litigato con Franco, a una festa a cui erano presenti tutte le case di produzione, denunciò l'accaduto in pubblico. Si attirò le simpatie di Marco Bellocchio, che inserì lo sfogo ripreso in diretta ne La macchina cinema, ma non quelle degli altri presenti, che lo isolarono. Si era nel frattempo riavvicinato a Franco, riconciliazione che avvenne pubblicamente nel corso dell'ultima puntata dell'edizione 1976 del programma televisivo Ieri e oggi condotto da Mike Bongiorno.
Nel 1977 Gino Landi li contattò per La granduchessa e i camerieri, che interpretarono fino a quando non finirono di pianificare una tournée negli Stati Uniti. Per problemi contrattuali, però, i due litigarono nuovamente e Ciccio fu sostituito da Lino Banfi. Franco e Banfi ottennero un buon successo oltreoceano ma la vecchia coppia perse alcuni contratti importanti che avevano firmato insieme. Nel 1980 Ciccio si scusò pubblicamente a Domenica in e avvenne la riconciliazione fra i due. Franco e Ciccio ebbero così occasione di partecipare insieme al programma televisivo di Gianni Boncompagni Drim, che permise un rilancio della coppia. Vennero anche contattati per mettere in scena a teatro Cavalleria rusticana nel 1980, senza però riuscire a realizzarla.
Nel 1982 iniziarono a lavorare per le reti Fininvest. Verso l'estate 1985 passarono all'emittente franco-monegasca Telemontecarlo (erano gli anni in cui la Rai riproponeva il palinsesto all'interno del magazzino per la televisione pubblica). Continuarono a partecipare a vari programmi televisivi, sia come presentatori che come ospiti, fino al 1992. Nel 1986, durante Grand Hotel, Ciccio ebbe un malore e venne rimpiazzato dal figlio Giampiero; nel 1992 fu Franco ad avere un malore e a lasciare il compagno durante Avanspettacolo. A dicembre Franco morì dopo una lunga malattia che lo aveva più volte costretto a rinunciare agli impegni televisivi. Ciccio visse per altri undici anni, quasi totalmente fuori dal mondo dello spettacolo.

## Impatto culturale
La coppia fu protagonista a fine anni sessanta anche di una serie a fumetti, Ciccio & Franco; le storie erano originali, ma riprendevano le gag già proposte al cinema. L'8 settembre 2004, durante la 61ª Mostra internazionale d'arte cinematografica di Venezia, Daniele Ciprì e Franco Maresco presentarono fuori concorso il film-documentario Come inguaiammo il cinema italiano - La vera storia di Franco e Ciccio, sulla vita di Franco e Ciccio. Malgrado i problemi incontrati, i due registi hanno raccolto una gran quantità di materiale, anche ricostruendo gli sketch degli esordi in strada dei due comici palermitani, collezionando testimonianze e interviste e cercando di rivalutare la loro comicità mai pienamente apprezzata dai critici.

## Ispirazioni
Il modello principale della coppia rimane quello di Stanlio & Ollio. Da giovane, l'idolo di Ciccio era Totò. Lo andò a vedere durante uno spettacolo a Palermo e ne rimase colpito, tanto da prendere molti spunti dalla sua figura e ricrearli nei suoi personaggi, soprattutto nel periodo iniziale del teatro. Inoltre ammirava molto Danny Kaye e Charlie Chaplin. Franco invece ammirava e considerava il re della comicità Buster Keaton, che considerava anche migliore di Chaplin. Il suo sogno era quello di recitare al suo fianco e ci riuscì nel 1966.
Nei primi anni di teatro, Franco fu spesso accostato a Jerry Lewis. Veniva definito anche il suo omologo italiano, e per un periodo il comico aiutò la pubblicità cercando di assomigliargli oltre che nello stile comico anche nell'aspetto fisico. Franco e Ciccio inoltre ammiravano molti loro colleghi contemporanei: Peppino De Filippo, Erminio Macario, Raimondo Vianello, Luigi Pavese, Aldo Fabrizi, Akim Tamiroff e Misha Auer. Inoltre Ciccio era stato positivamente colpito da Jayne Mansfield, un'attrice-icona morta a soli 34 anni per un incidente stradale.

## Filmografia

Franco e Ciccio ne Due mattacchioni al Moulin Rouge

Spesso i loro film erano senza una vera e propria sceneggiatura e si basavano su un canovaccio e i dialoghi erano affidati all'improvvisazione. Il regista, il più delle volte, si limitava a dare indicazioni a chi si occupava della cinepresa, senza interferire nel lavoro degli attori. Franco la definisce una "direzione artistica superficiale, figlia di una concezione passiva del cinema". Si possono individuare nella filmografia della coppia due tipologie di film, le parodie e lavori originali, storie interamente inventate da loro o dagli sceneggiatori. In mezzo a queste due vi sono dei film originali con titolo parodiato, i film a episodi e i film di spezzoni. Inoltre sono molto importanti le partecipazioni a film d'autore come Il giudizio universale di Vittorio De Sica o Kaos, Capriccio all'italiana e Le avventure di Pinocchio.
I film con trama originale rappresentano la maggioranza e sono di più generi, che solitamente seguivano la corrente della moda e le esigenze di mercato del periodo in cui venivano realizzati.
Molti film sono incentrati sul tema della mafia, giocando inizialmente sullo stereotipo siciliano-mafioso come L'onorata società e la serie che segue I due mafiosi. Altri s'incentrano sulla satira umoristica della società prendendo di mira la politica (I 2 deputati), la religione (Don Franco e Don Ciccio nell'anno della contestazione), lo sport (I due maghi del pallone), la giustizia (Riuscirà l'avvocato...). Di genere western I due sergenti del generale Custer, film con titoli demenziali (Come rubammo la bomba atomica, Come svaligiammo la Banca d'Italia, Come inguaiammo l'esercito) o incentrato semplicemente sui personaggi (I due pompieri, I due assi del guantone, I due vigili, Franco e Ciccio e le vedove allegre).

Franco e Ciccio in Due mafiosi contro Goldginger (1965).

Capitava molto spesso che le case cinematografiche minori, non appena avuta notizia dell'uscita di un nuovo film d'autore, commissionassero una parodia anche basandosi sul solo titolo portando a realizzare film come Satiricosissimo, I figli del leopardo, I due pericoli pubblici; poi le parodie di genere western, rivisitazioni degli spaghetti western (Per un pugno nell'occhio, Il bello, il brutto, il cretino, Due rrringos nel Texas) e quelli di spionaggio (Le spie vengono dal semifreddo, 00-2 agenti segretissimi, 00-2 Operazione Luna) che si rifanno alla saga di James Bond. Altre parodie furono Don Chisciotte e Sancio Panza e Farfallon.

A metà tra le parodie e i lavori originali vi sono poi i film con titolo che si rifà a titoli famosi ma con trama originale come I due maggiolini più matti del mondo e alcuni western. 

Il Gatto (Franco) e la Volpe (Ciccio) ne Le avventure di Pinocchio.

A parte vanno considerati i film a episodi e i film di spezzoni. I primi, realizzati soprattutto perché si impiegava molto meno tempo per realizzarli e perché potevano mettere in scena più attori di primo piano e quindi richiamare più pubblico: gli episodi La giara in Kaos e Che cosa sono le nuvole? in Capriccio all'italiana. Di film a spezzoni ne esiste solo uno, I 2 magnifici fresconi. Amici più di prima e Franco e Ciccio superstars vengono considerati documentari, anche se più propriamente sarebbero da ascrivere a questa categoria. Altri spezzoni di Franco e Ciccio sono stati inseriti in Un sorriso, uno schiaffo, un bacio in bocca e Lo schermo a tre punte.
Nel 2000 vengono poi realizzati Franco e Ciccio in uno storico pasticcio e Franco e Ciccio, ma che impiccio!, due film di montaggio ideati da Bruno Mattei e Chiara Peritore. Il primo film contiene scene tratte soprattutto dal film Satiricosissimo, mentre l'altro scene miste dai migliori film della coppia.

## Teatro
- Core 'ngrato (1954)
- Al Texas Club (1957)
- Due in allegria e cinque in armonia (1958)
- Un giallo più giallo di un giallo (1958)
- Liz Taylor è a Cannes, De Sica a New York, Franchi e Ingrassia a Palermo (1959)
- I legionari della risata (1960-61)
- Rinaldo in campo (1961-62)
- Masaniello (1963)
- Baffi (1963)
- Tommaso d'Amalfi (1963-64)
- Il cortile degli Aragonesi (1973)[15]
- La granduchessa e i camerieri (1977)[15]

## Radio
- Il gamberetto (1970-71), regia di Sandro Merli;
- Gran varietà (20ª edizione, 1971 e 25ª edizione, 1972);
- Stasera Musical (1974), regia di Alvise Sapori - Ospiti della puntata dedicata a Rinaldo in campo;
- Radio anch'io (Radiouno, 1980) di Gianni Bisiach (10 e 11 Aprile);
- Permette cavallo? (1981);
- Il baraccone (1981)

## Televisione

### Conduttori

Edwige Fenech tra Franco e Ciccio nel varietà Bene, bravi, bis (1984)

- Rassegna di varietà televisivo (Programma Nazionale, 1963);
- Comiche di un anno n.1 (Programma Nazionale, 1965);
- Pronto, si ride? - antologia di sketch televisivi (1965);
- I due nel sacco (Programma Nazionale, 1966);
- Due ragazzi incorreggibili (Rete 1, 1976-1977);
- Drim (Rete 2, 1980);
- Patatrac (Rete 2, 1981);
- Bimbo Day (Rete 2, 4 Dicembre 1981) - Con Orietta Berti;
- Ridiamoci sopra (Canale 5, 1982);
- 3,2,1... ed è '82 (Rete 2, 1981-1982)[16];
- Beauty Center Show (Italia 1, 1983);
- Bene, bravi, bis (Italia 1, 1984);
- Grand Hotel (Canale 5, 1985-1986);
- Buon anno 1986 (Canale 5, 1986);
- Gran galà per Hanna & Barbera (Rai 1, 1989);
- Zecchino d'Oro (Rai 1, 1990);
- La festa della mamma (Rai 1, 1991);
- Avanspettacolo (Rai 3, 1992)

### Ospiti fissi
- Cantatutto (Programma Nazionale, 1963-1964)
- Partitissima (Programma Nazionale, 1967-1968)
- Un disco per l'estate (Programma Nazionale, 1972)
- Milleluci (Programma Nazionale, 20 aprile 1974)
- Calciomatto (Rete 1, 1982; Rai 1, 1983)
- Grand Hotel (Canale 5, 1985-1986)
- Buona Domenica (Canale 5, 1985-1987)
- Il gioco dei 9 (Canale 5, 1990, ospiti dal 5 al 10 settembre)
- La Banda dello Zecchino (Rai 1, 1991)

### Fiction
- Le avventure di Pinocchio, miniserie TV, 3episodi, regia di Luigi Comencini (Programma Nazionale, 1972);
- Sandogat, mini-telefilm, 6episodi, regia di Mario Amendola e Bruno Corbucci (Rete1, 1976-1977);
- Il cortile degli Aragonesi, regia di Ignazio Buttitta (Programma Nazionale, 1977);
- La granduchessa e i camerieri, film TV, regia di Gino Landi (Programma Nazionale, 1977);
- Klimbim (serie televisiva tedesca), regia di Michael Pfleghar (1978) - non accreditati
- La fiaba incantata , sceneggiato TV (1980)[17];
- Farsa (Canale 5, 1986);
- Kaos, versione televisiva, 2episodi, regia di Paolo e Vittorio Taviani (Rai 1, 1986);
- Io Jane, tu Tarzan , miniserie TV, 4episodi, regia di Enzo Trapani (Rai 1, 1989)

## Discografia
Franco, mentre lavorava con gli "striscianti" di Salvatore Polara, oltre a recitare, suonava la grancassa e la fisarmonica e cantava negli spettacoli in piazza. Ciccio, invece, inizialmente si dedicava alle parodie di canzoni napoletane, tra cui Agata, cavallo di battaglia di Nino Taranto. Il primo spettacolo insieme era dedicato alla canzone napoletana Core 'ngrato. Hanno collaborato con Modugno alla registrazione dell'LP dello spettacolo Rinaldo in campo, che raccoglieva tutte le canzoni interpretate durante la commedia; il brano Tre briganti, tre somari venne poi pubblicato anche in 45 giri. Anche dalle loro apparizioni in televisione sono stati ricavati dei singoli. Il successo migliore toccò a Franco che da solo pubblicò l'album Sarò Franco e vari singoli (di cui L'ultimo dei belli finì in hit parade). Anche durante le loro conduzioni televisive degli anni ottanta firmarono diverse sigle di coda dei rispettivi programmi, tra cui quella realizzata per Drim intitolata E mi pareva strano. Nello stesso periodo fece una cover di un successo del 1981 intitolato Shaddap your face e inciso da Joe Dolce, che qui diventa Alì Alì Alè. In questa parodia, recitata in parte in dialetto, si fa finta di non conoscere il significato del titolo scambiandolo per un complimento, fino a rendersi conto che esso corrisponde alla nostra espressione "alla faccia tua".

### Album
- 1961 - Rinaldo in campo (Fonit Cetra, LP 20016; partecipazione con Domenico Modugno, Delia Scala ed il resto del cast)

### Singoli
- 1961 - Tre somari e tre briganti/La bandiera (Carosello)
- 1966 - Bang... bang... kissenè/Il re dello scasso (Ester Records, GEE 104)
- 1968 - Ciccio perdona... io no!/Lupara Story (Carosello, Cl-20211)
- 1968 - La gavotta (Carosello)
- 1968 - Tango mizzichero/Scuola di danza (Carosello, Cl-20207)
- 1969 - Non siamo eroi/Non siamo eroi (strumentale) (Carosello, Cl-20223) (lato B eseguito dall'Orchestra di Roberto Pregadio con i Cantori Moderni di Alessandroni)
- 1970 - Cerentoluzzo parte 1/Cerentoluzzo parte 2 (Hello Records, HR 9037)
- 1970 - La lampada di Alaciccio parte 1/La lampada di Alaciccio parte 2 (Hello Records, HR 9038)
- 1970 - Pollifranco e Polliciccio parte 1/Pollifranco e Polliciccio parte 2 (Hello Records, HR 9039)
- 1981 - E mi pareva strano/Franco, Ciccio e il pappagallo (Fonit Cetra, SP-1749)
- 1982 - Ah, l'amore/Alì Alì Alè (RCA Italiana, BB 6559)
- 1982 - Ridiamoci sopra/Calcio matto (RCA Italiana)

## Fumetti
Dal 4 novembre 1967 al 10 febbraio 1968, Franco e Ciccio furono protagonisti anche di una serie di 16 albi a fumetti, editi dalla Gallo Rosso Editrice e disegnati da Luciano Bernasconi. I fumetti avevano cadenza settimanale e costavano 100 lire l'uno. Le storie erano originali, ma ovviamente riprendevano le gag già proposte al cinema.
Elenco episodi:
- Agente 008 si vive solo tre volte (4 novembre 1967);
- Due Italiani in America (11 novembre 1967);
- Cose dell'altro mondo (18 novembre 1967);
- I pirati siamo noi (25 novembre 1967);
- I due paladini (2 dicembre 1967);
- Due uomini in fuga (9 dicembre 1967);
- Vado le busco e torno (16 dicembre 1967);
- Operazione Natale (23 dicembre 1967);
- Anno nuovo vita nuova (30 dicembre 1967);
- Due Pazzi e un Pappagallo (7 gennaio 1968);
- I due Gladiatori (13 gennaio 1968);
- I due Briganti (20 gennaio 1968);
- Due siciliani alla corte del Gran Kan (27 gennaio 1968);
- I due Marines (27 gennaio 1968);
- I due detectives (3 febbraio 1968);
- Caccia all'assassino (10 febbraio 1968)

## Riconoscimenti

### Telegatti
- Telegatti 1984 per il varietà Bene, bravi, bis

### Dediche
- Mostra Franco e Ciccio... non solo comici!!!, organizzata dalla sede siciliana del Centro sperimentale di cinematografia dedicata alla coppia a Palermo dal 4 al 6 giugno 2012.[19]
- L’aula teatro della Piccola Accademia dei Talenti a Palermo è stata intitolata alla coppia il 10 dicembre 2017.[20]
- Piazzetta Franco e Ciccio a Palermo e, a ridosso di via Venezia, una targa in memoria dei due attori.[3][21]
- Spettacolo "Ciccio l'altra metà di Franco", organizzata in occasione del 15º anniversario della morte di Ingrassia.[22]
- Il 9 dicembre 2015 lo scultore Gianfranco Ragusano ha donato al comune di Palermo un bassorilievo raffigurante i volti di Modugno, Franchi e Ingrassia, installato nella piazzetta Franchi-Ingrassia.
- Il 6 maggio del 2017 sono stati ricordati insieme con la realizzazione di un annullo filatelico in occasione del concorso di cortometraggi "Paternò in corto".